# ガヤ空港
ガヤ空港（ガヤくうこう、英語: Gaya Airport）、別名ブッダガヤ空港（ブッダガヤくうこう、英語: Bodhgaya Airport）、(IATA: GAY, ICAO: VEGY) は、インドのビハール州ガヤーの国際空港。この空港は、ガヤーの南西12km、ゴータマ・ブッダが悟りを開いた地とされ、寺院が多く集まる都市であるブッダガヤから5kmほどの位置にある。この空港は、仏教において世界で最も重要な巡礼地への玄関口として、タイ、ミャンマー、ブータン、ベトナム、スリランカ、日本をはじめ世界中から巡礼者を乗せた航空便が就航している。

## 概要
ガヤ空港は、954エーカー（およそ380ha）の敷地に広がっている。空港の敷地のうち100エーカー（およそ40ha）ほどは、浸食の被害にさらされているが、他方では滑走路の拡張のために4つの村から別の100エーカー（およそ40ha）ほどが取得される予定となっている。インド航空局 (AAI) は、この空港を開発して、ネータージー・スバース・チャンドラ・ボース国際空港（コルカタ空港）機能を補完するものとすることを計画している。2013年8月28日、民間航空担当国務大臣 (Minister of State for Civil Aviation) のK・C・ヴェヌゴパルは、ラージヤ・サバー（連邦上院）に、AAI がビハール州政府に対して、空港拡張のためにさらに200エーカー（およそ80ha）の土地取得を要請したことを明らかにした。
ターミナル施設の建物は、7,500平方メートル以上の広さがあり、250人の到着客、250人の出発客に対処できるようになっている。この空港は、おもに特定の季節にやって来る、タイ、ベトナム、ミャンマー、カンボジアなど、東南アジアの国々から巡礼客を受け入れるのが主要な役割である。

## 就航している航空会社
| 航空会社 | 就航地           | 注記 |
| -------- | ---------------- | ---- |
| IndiGo   | デリー、コルカタ |      |